# تصفح
التصفح أو الإستعراض (بالإنجليزية: Browsing) هو نوع من إستراتيجية التوجيه. من المفترض أن يحدد التصفح شيئًا ذا صلة بما يتم تصفحه، فعندما يُستخدم المصطلح حول البشر فهو مجاز مأخوذ من مملكة الحيوان. يتم استخدامه، على سبيل المثال، حول الأشخاص الذين يتصفحون الرفوف المفتوحة في المكتبات، أو التسوق عبر واجهات المتاجر، أو تصفح قواعد البيانات أو الإنترنت. 
في علم المكتبات والمعلومات التصفح موضوع مهم، فهو نظريًا وعلمًا تطبيقيًا يهدف إلى تصميم واجهات تدعم أنشطة التصفح للمستخدم.

## تعريف
قدم Birger Hjørland في 2011 التعريف التالي: " التصفح هو فحص سريع لأهمية عدد من الأشياء التي قد تؤدي أو لا تؤدي إلى اهتمام أو اكتساب أو اختيار (بعض) هذه الأشياء التي يتم تفحصها . إنها نوع من إستراتيجية التوجيه التي تتكون من "نظرياتنا" و "توقعاتنا" و "نفسيتنا". 

## الخلافات
كما هو الحال مع أي نوع من علم النفس البشري، فإن التصفح مفهوم من الناحية البيولوجية والسلوكية والمعرفية أو الاجتماعية والتاريخية والثقافية من ناحية أخرى. مارسيا بيتس (2007) في ناقشت التصفح من مناهج «سلوكية» فقط، بينما دافع Hjørland في (2011a + b) عن التصفح من وجهة نظر اجتماعية، وجدت بيتس أن التصفح متجذر في تاريخنا كحيوانات استكشافية متنقلة تبحث عن فرص الطعام والتعشيش، ولكن وفقًا لـ Hjørland في (2011a)، من ناحية أخرى، فإن التصفح الذي تقوم به مارسيا بيتس نفسها بهدف الحصول على معلومات حول التصفح يخضع لافتراضاتها السلوكية، في حين أن التصفح الذي قام به Hjørland للحصول على معلومات حول التصفح يحكمه فهمه الاجتماعي والثقافي لعلم النفس البشري، باختصار: يعتمد التصفح البشري على مفاهيمنا واهتماماتنا. 

### هل التصفح نشاط عشوائي؟
يقترح Hjørland في (2011a)، أن التصفح نشاط تحكمه نظرية ميتا، فقد نغير نظرياتنا ومفاهيمنا ديناميكيًا، ولكن عندما نتصفح، يخضع النشاط للمصالح والمفاهيم والأولويات التي لدينا في ذلك الوقت. لذلك، التصفح ليس عشوائيًا تمامًا. 

## التصفح مقابل استراتيجيات البحث التحليلية
ماركيوني (1997، ص.   8) كتب: «هناك تمييز أساسي بين استراتيجيات التحليل والتصفح [. . . ]. تعتمد الاستراتيجيات التحليلية على التخطيط الدقيق، واسترجاع مصطلحات الاستعلام، وإعادة صياغة الاستعلام التكراري وفحص النتائج. استراتيجيات التصفح هي استرشادية وانتهازية وتعتمد على التعرف على المعلومات ذات الصلة فقط، والاستراتيجيات التحليلية موجهة بالمجمل ونصف مزدوجة (تحويل الحديث) مثل المحادثة البشرية، في حين أن استراتيجيات التصفح أكثر تفاعلية من حيث التبادل والتعاون في الوقت الفعلي بين الباحث عن المعلومات ونظام المعلومات. وتتطلب استراتيجيات التصفح قدر معرفي أقل مقدمًا وقدرا ثابتًا من الاهتمام طوال عملية البحث عن المعلومات. عندما يتعلق الأمر بالتصفح، فإن صغائر الأمور مدهشة». 

## استراتيجيات التوجيه
استخدم بعض علماء الاجتماع (Berger & Zelditch، 1993؛ Wagner، 1984؛ Wagner & Berger، 1985) مصطلح «استراتيجيات التوجيه (orienting strategies)». وقد وجدوا أن استراتيجيات التوجيه يجب أن تُفهم على أنها مجريات علمية: 
وبالتالي يستخدم علماء الاجتماع نظريات الشمولية كإستراتيجيات للتوجيه، وقد نعمم ونقول أن جميع الناس يستخدمون نظريات الشمولية كإستراتيجيات توجيه وأن هذا هو ما يوجه انتباهنا وكذلك تصفحنا - أيضًا عندما لا نكون واعين بذلك. 